# Falciot cuaespinós de Costa Rica
El falciot cuaespinós de Costa Rica (Chaetura fumosa) és una espècie d'ocell de la família dels apòdids (Apodidae) que habita boscos i zones obertes del vessant del Pacífic del sud-est de Costa Rica i nord-est de Panamà.